# Walckenaeria discolor
Walckenaeria discolor là một loài nhện trong họ Linyphiidae. Loài này phân bố ở México.